# IC 508
IC 508 ist eine Balken-Spiralgalaxie vom Hubble-Typ SBm im Sternbild Krebs auf der Ekliptik. Sie ist schätzungsweise 94 Millionen Lichtjahre von der Milchstraße entfernt und hat einen Durchmesser von etwa 30.000 Lichtjahren. Vom Sonnensystem aus entfernt sich die Galaxie mit einer errechneten Radialgeschwindigkeit von näherungsweise 2.200 Kilometern pro Sekunde.
Das Objekt wurde am 18. März 1892 vom französischen Astronomen Stéphane Javelle entdeckt.

## Galaktisches Umfeld
| Nr. | Galaxie          | Alternativname            | Rek           | Dek           | Distanz/asec |
| --- | ---------------- | ------------------------- | ------------- | ------------- | ------------ |
| →   | IC 508           | LEDA/PGC 23762            | 08h28m22.310s | +25d07m29.00s | 0            |
| 1   | LEDA/PGC 23763   | NSA 64404                 | 08h28m25.872s | +25d00m52.69s | 399.94       |
| 2   | LEDA/PGC 1726992 | 2MASX J08274324+2508571   | 08h27m43.252s | +25d08m57.16s | 540.11       |
| 3   | LEDA/PGC 1731545 | WISEA J082825.26+251730.0 | 08h28m25.251s | +25d17m29.98s | 600.98       |
| 4   | LEDA/PGC 1729742 | 2MASX J08273662+2514121   | 08h27m36.652s | +25d14m12.30s | 741.05       |
| 5   | LEDA/PGC 1733642 | NSA 64401                 | 08h28m36.940s | +25d21m18.00s | 850.78       |
| 6   | LEDA/PGC 1719032 | 2MASX J08281541+2452539   | 08h28m15.422s | +24d52m53.47s | 881.88       |
| 7   | LEDA/PGC 1733113 | 2MASX J08275113+2520229   | 08h27m51.120s | +25d20m24.00s | 883.42       |
| 8   | LEDA/PGC 1733919 | NSA 64400                 | 08h28m49.658s | +25d21m48.23s | 935.30       |
| 9   | LEDA/PGC 1725988 | 2MASX J08271242+2507042   | 08h27m12.391s | +25d07m04.48s | 952.48       |
| 10  | LEDA/PGC 23782   | 2MASX J08284048+2523400   | 08h28m40.533s | +25d23m39.33s | 999.68       |